# Мечеть Омара (Єрусалим)
Мечеть Омара (араб. مسجد عمر بن الخطاب) — айюбідська мечеть XII століття в християнському кварталі Старого міста в Єрусалимі. Вона розташована в районі Муристан, навпроти головного південного входу в Храм Гробу Господнього. Мечеть не доступна для відвідання туристами і відкрита лише для здійснення молитви. Іноді мечеттю Омара помилково називають єрусалимську мечеть Купол Скелі.

## Історія

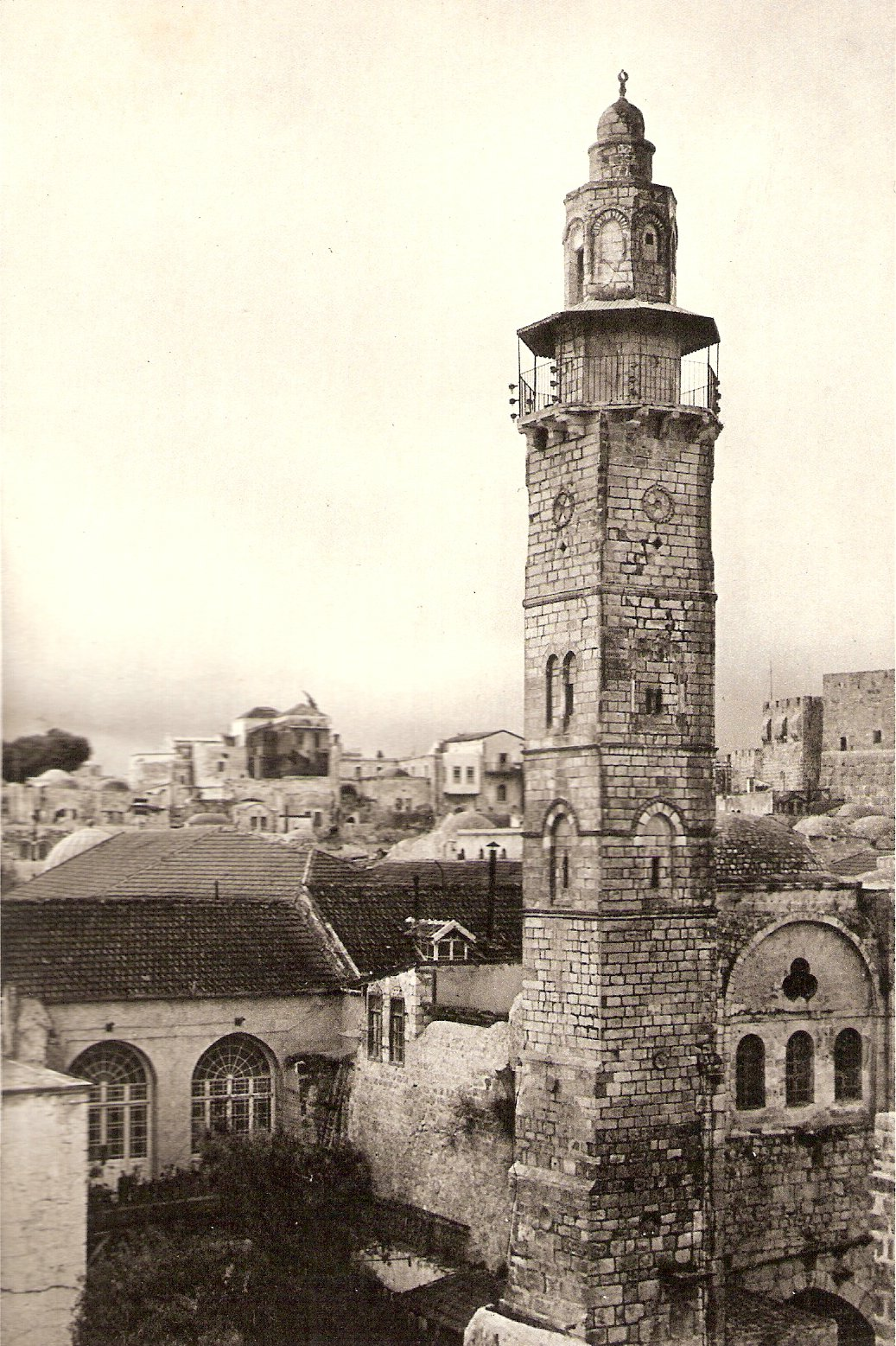
Мечеть Омара на фото 1925 року

Відповідно до місцевої традиції, під час облоги Єрусалима в 637 році армією Рашидуна під командуванням Абу Убайди ібн аль-Джарра, Патріарх Софроній погодився здати місто лише самому халіфу Омару (Умару). Омар вирушив до Єрусалима і прийняв капітуляцію. Патріарх Софроній запросив халіфа помолитися всередині Храму Гробу Господнього, але Омар відмовився, щоб не створювати прецедент і тим самим не поставити під загрозу статус храму  як християнського місця. Натомість він помолився назовні у внутрішньому дворі храму. Пізніше на цьому місці була побудована мечеть Омара, про що свідчить кам'яна плита з куфічним написом, що визначає цю територію як мечеть, яка була знайдена в 1897 році в районі східного або зовнішнього атріуму ще старого Храму Гробу Господнього, побудованого Костянтином Великим у IV столітті.

## Архітектура
Сучасна споруда мечеті була побудована в її нинішньому вигляді аюбідським султаном Аль-Афдалом (сином Салах ад-Діна) у 1193 році на честь молитви халіфа Омара. На той час головний вхід до Храму Гробу Господнього перемістився зі східних воріт до південних внаслідок неодноразових руйнівних подій, які вплинули на Храм Гробу Господнього та побудовані навколо протягом XI та XII століть мусульманські мечеті.
Нинішня будівля мечеті має 15-метровий мінарет, який був зведений до 1465 року в період мамлюків, можливо, після землетрусу 1458 року, і згодом був відремонтований османським султаном Абдулмеджидом I (правління 1839—1860).
Мечеть Аль-Ханка ас-Салахія, розташована з іншого (північного) боку Храму Гробу Господнього, має майже ідентичний мінарет, зведений у 1418 році .

## Галерея

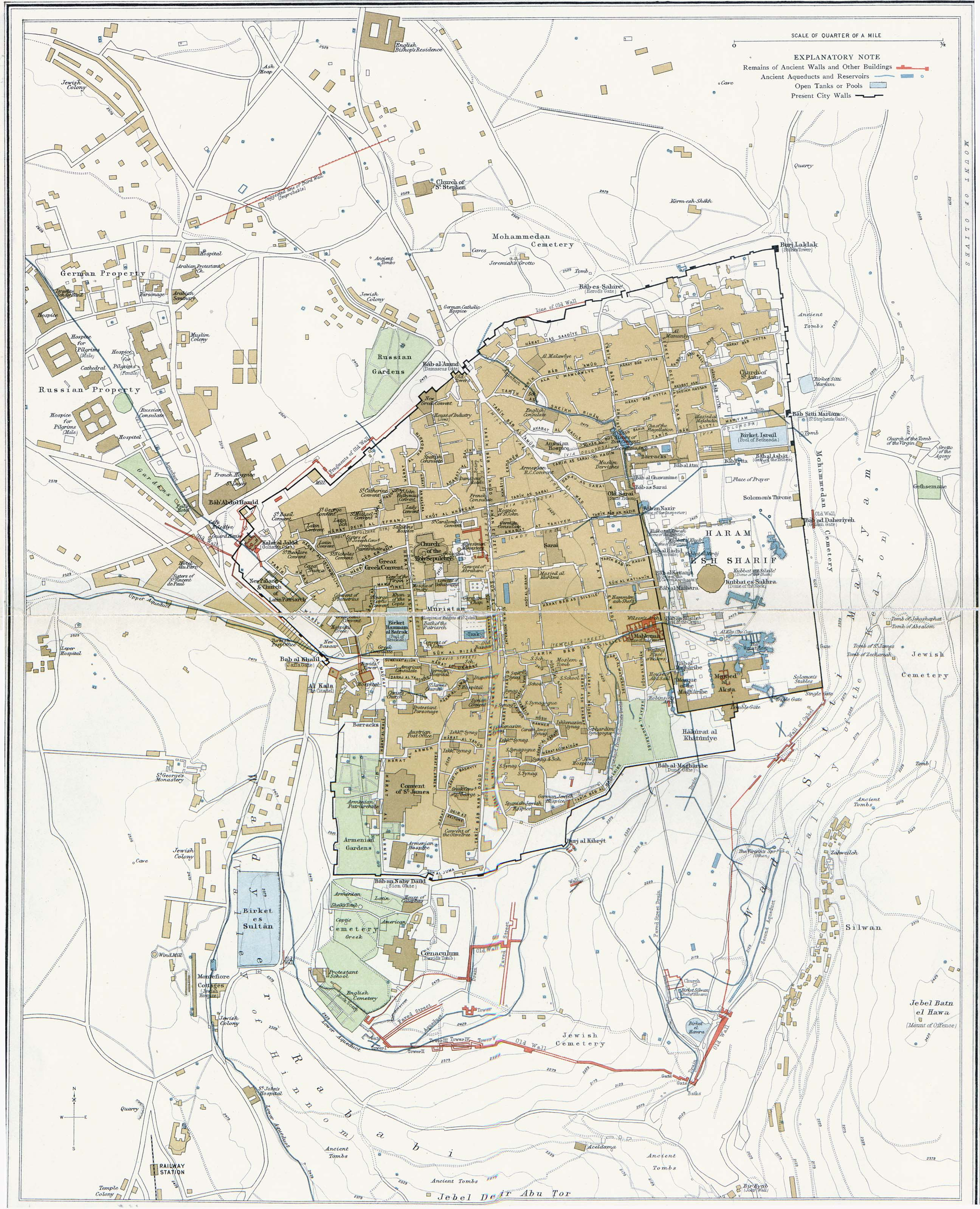
На цій карті 1915 року мечеть зображена на південь від Гробу Господнього в Мурістані.
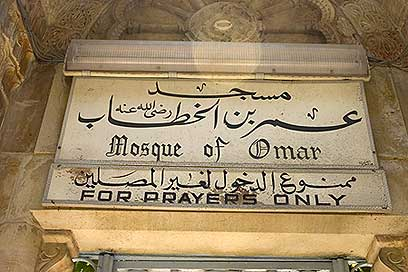
Мечеть була зарезервована для релігійних заходів
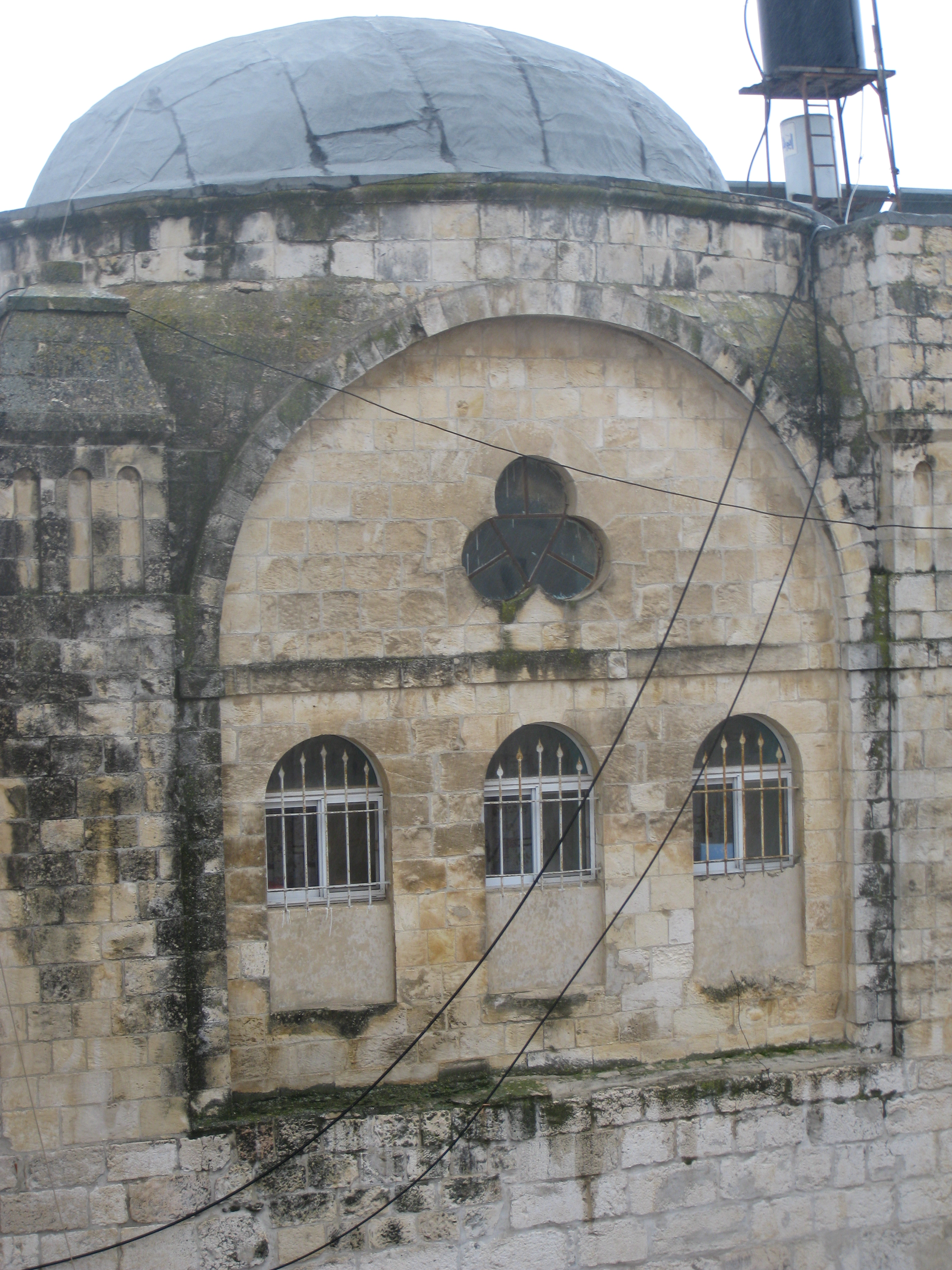
Вид на мечеть з території Грецького патріархату